# 赵盛烨
赵盛烨（1985年9月5日—），出生於辽宁省抚顺市。系統分析師。1999年参与发起了中国红客联盟。

## 生平
2010年他從一個新的角度假設了地震的成因，“引發了科學界和民間的廣泛爭論”。
2020年9月12日，赵盛烨在经认证的个人微博上发表了一篇文章，引发了一些争议，内容指出“如果美国与中国抗衡，中国不必将核弹投放到美国本土，用数千枚核弹产生的次级伤害在毁灭世界的同时，便可间接的毁灭美国，最终的结果是全人类一起毁灭”。隨後中國計算機學會（CCF）官網發表公告其會員趙盛燁，在公共平台發表過激言論，給CCF帶來極大的負面影響，其言論已對學會的聲譽造成重大損害，決定取消其會員資格。